# Ierland op de Olympische Zomerspelen 2016
Ierland nam deel aan de Olympische Zomerspelen 2016 in Rio de Janeiro, Brazilië. Tot de selectie behoorden 77 atleten, actief in veertien sportdisciplines. Sinds 1996 namen niet zo veel Ieren deel aan de Spelen. De toename in het aantal atleten kwam met name door het mannenhockeyelftal, dat zich voor het eerst in meer dan een eeuw wist te kwalificeren voor de Spelen. Bokser Paddy Barnes droeg de nationale vlag tijdens de openingsceremonie. 
In tegenstelling tot vier jaar eerder won Ierland in 2016 geen olympisch goud. De broers O'Donovan wonnen zilver in het roeien, de eerste Ierse medaille in het olympisch roeien. Ook zeilster Annalise Murphy won zilver, de eerste medaille in het zeilen in 36 jaar tijd. Het was voor het eerst sinds 2004 dat de Ieren geen medaille wonnen in het boksen (geen Ierse deelnemer kwam voorbij de kwartfinales), de beste sport van Ierland in haar olympische geschiedenis. Het vroegtijdig vertrek van langdurig bondscoach Billy Wash werd aangedragen als een belangrijke factor bij de tegenvallende resultaten van het boksen, door Ierse media ook bestempeld als de "implosie" van het Ierse boksen. Bokser Michael Conlan beschuldigde boksofficials gedurende de Spelen van omkoping, en weet verliespartijen van Ierse boksers aan partijdige jurybeslissingen. De internationale boksbond reageerde overigens direct: een dag na de opmerkingen van Conlan werden enkele officials op non-actief gezet, en in oktober 2016 schorste de bond alle scheidsrechters en officials die gedurende het olympisch bokstoernooi actief waren geweest.
Bokser Michael O'Reilly werd op de dag van de openingsceremonie uit de competitie gezet, nadat hij positief testte op een verboden middel. Enkele dagen later bekende O'Reilly "onbewust" een verboden middel te hebben ingenomen voorafgaand aan de Spelen. In februari 2018 werd hij voor vier jaar geschorst door de Ierse boksbond; de schorsing zou lopen tot juli 2020, een maand voor de Olympische Zomerspelen 2020.

## Medailleoverzicht
| Sport  | Olympiër                      | Discipline             | Medaille |
| ------ | ----------------------------- | ---------------------- | -------- |
| Roeien | Gary O'Donovan Paul O'Donovan | lichte dubbel-twee (m) | Zilver   |
| Zeilen | Annalise Murphy               | Laser Radial (v)       | Zilver   |

## Deelnemers
(m) = mannen, (v) = vrouwen, (g) = gemengd

### Atletiek
| Olympiër            | Discipline               | Resultaat | Prestatie                                                                     |
| ------------------- | ------------------------ | --------- | ----------------------------------------------------------------------------- |
| Mark English        | 800m (m)                 | 17e       | serie 6: 3de in 1.46,40 halve finale 3: 5de in 1.45,93                        |
| Thomas Barr         | 400m horden (m)          | 4e        | serie 4: 2de in 48,93 halve finale 3: 1ste in 48,39 finale: 4de in 47,97 (4e) |
| Mick Clohisey       | marathon (m)             | 103e      | 2:26.34                                                                       |
| Paul Pollock        | marathon (m)             | 32e       | 2:16.24                                                                       |
| Kevin Seaward       | marathon (m)             | 64e       | 2:20.06                                                                       |
| Alex Wright         | 20km snelwandelen (m)    | 46e       | 1:25.25                                                                       |
| Alex Wright         | 50km snelwandelen (m)    | DNF       | DNF                                                                           |
| Brendan Boyce       | 50km snelwandelen (m)    | 19e       | 3:53.59                                                                       |
| Robert Heffernan    | 50km snelwandelen (m)    | 6e        | 3:43.55                                                                       |
|                     |                          |           |                                                                               |
| Ciara Everard       | 800m (v)                 | 57e       | serie 1: 8ste in 2.07,91                                                      |
| Ciara Mageean       | 1500m (v)                | 17e       | serie 1: 2de in 4.11,51 halve finale 1: 11de in 4.08,07                       |
| Fionnuala McCormack | 10000m (v)               | DNS       | DNS                                                                           |
| Michelle Finn       | 3000m steeplechase (v)   | 39e       | serie 2: 11de in 9.49,45                                                      |
| Kerry O'Flaherty    | 3000m steeplechase (v)   | 35e       | serie 1: 14de in 9.45,53                                                      |
| Sara Treacy         | 3000m steeplechase (v)   | 17e       | serie 3: 12de in 9.46,24 finale: 17de in 9.52,70                              |
| Breege Connelly     | marathon (v)             | 76e       | 2:44.41                                                                       |
| Lizzie Lee          | marathon (v)             | 57e       | 2:39.57                                                                       |
| Fionnuala McCormack | marathon (v)             | 20e       | 2:31.22                                                                       |
| Tori Pena           | polsstokhoogspringen (v) | 27e       | kwalificatie groep B: 14de met 4,30m                                          |

### Badminton
| Olympiër    | Discipline    | Resultaat | Prestatie |
| ----------- | ------------- | --------- | --- |
| Scott Evans | enkelspel (m) | 9e        | groep K: 1ste W van GER Zwiebler: 9–21, 21–17, 21–7 W van BRA de Oliveira: 21–8, 19–21, 21–8 2de ronde: V van DEN Axelsen: 16–21, 12–21 |
|             |               |           | |
| Chloe Magee | enkelspel (v) | 14e       | groep P: 3de V van CHN Wang: 7–21, 12–21 V van GER Schnaase: 14–21, 19–21                                                               |

### Boksen
| Olympiër         | Discipline | Resultaat | Prestatie                                                                                                 |
| ---------------- | ---------- | --------- | --- |
| Paddy Barnes VO  | –49kg (m)  | 9e        | 1ste ronde: vrij 2de ronde: V van ESP Carmona: 1–2                                                        |
| Brendan Irvine   | –52kg (m)  | 17e       | 1ste ronde: V van UZB Zoirov: 0–)                                                                         |
| Michael Conlan   | –56kg (m)  | 5e        | 1ste ronde: vrij 2de ronde: W van ARM Avagyan: 3–0 kwartfinale: V van RUS Nikitin: 0–3                    |
| David Joyce      | –60kg (m)  | 9e        | 1ste ronde: W van SEY Allisop: 3–0 2de ronde: V van AZE Selimov: 0–3                                      |
| Steven Donnelly  | –69kg (m)  | 5e        | 1ste ronde: W van ALG Kedache: 3–0 2de ronde: W van MGL Tüvshinbat: 2–1 kwartfinale: V van MAR Rabii: 1–2 |
| Michael O'Reilly | –75kg (m)  | 9e        | 1ste ronde: vrij 2de ronde: V van MEX Rodriguez: w/o                                                      |
| Joe Ward         | –81 kg (m) | 9e        | 1ste ronde: vrij 2de ronde: V van ECU Mina: 1–2                                                           |
|                  |            |           | |
| Katie Taylor     | –60kg (v)  | 5e        | 1ste ronde: vrij kwartfinale: V van FIN Potkonen: 1–2                                                     |

### Golf
| Olympiër           | Discipline | Resultaat | Prestatie           |
| ------------------ | ---------- | --------- | ------------------- |
| Pádraig Harrington | mannen     | 21e       | 281 punten (par –3) |
| Séamus Power       | mannen     | 15e       | 279 punten (par –5) |
|                    |            |           |                     |
| Leona Maguire      | vrouwen    | 21e       | 282 punten (par –2) |
| Stephanie Meadow   | vrouwen    | 31e       | 286 punten (par +2) |

### Gymnastiek
| Olympiër       | Discipline               | Resultaat | Prestatie |
| -------------- | ------------------------ | --------- | --- |
| Kieran Behan   | meerkamp individueel (m) | 38e       | kwalificatie: 38ste vloer: 14,333 voltige: 12,866 ringen: 14,133 sprong: 14,300 brug: 14,000 rekstok: 13,600 totaal: 82,232 punten |
|                |                          |           | |
| Ellis O'Reilly | meerkamp individueel (v) | 57e       | kwalificatie: 57ste sprong: 13,266 brug: 12,300 balk: 10,700 vloer: 11,666 totaal: 48,732 punten                                   |

### Hockey
| Olympiër | Onderdeel | Resultaat | Prestatie |
| --- | --------- | --------- | --- |
| Jonny Bell Chris Cargo Peter Caruth Mitch Darling Paul Gleghorne Kyle Good Ronan Gormley David Harte A Conor Harte John Jackson John Jermyn Eugene Magee Shane O’Donoghue Alan Sothern Kirk Shimmins Michael Watt | mannen    | 10e       | groep B: 5de V van India: 2-3 V van Nederland: 0-5 V van Duitsland: 2-3 V van Canada: 2-4 V van Argentinië: 2-3 |

| Groep B |            |             |             |             |             |            |            |            |        |
| #       | Land       | Wedstrijden | Wedstrijden | Wedstrijden | Wedstrijden | Doelpunten | Doelpunten | Doelpunten | Punten |
| #       | Land       | G           | W           | G           | V           | V          | T          | Saldo      | Punten |
| 1       | Duitsland  | 5           | 4           | 1           | 0           | 17         | 10         | +7         | 13     |
| 2       | Nederland  | 5           | 3           | 1           | 1           | 18         | 6          | +12        | 10     |
| 3       | Argentinië | 5           | 2           | 2           | 1           | 14         | 12         | +2         | 8      |
| 4       | India      | 5           | 2           | 1           | 2           | 9          | 9          | 0          | 7      |
| 5       | Ierland    | 5           | 1           | 0           | 4           | 10         | 16         | −6         | 3      |
| 6       | Canada     | 5           | 0           | 1           | 4           | 7          | 22         | −15        | 1      |

| Ronde       | Datum | Lokale tijd | MEZT           | Plaats    | Land | Score      | Land |
| ----------- | ----- | ----------- | -------------- | --------- | ---- | ---------- | ---- |
| Groepsfase  |       |             |                |           |      |            |      |
| 6 augustus  | 11:00 | 16:00       | Rio de Janeiro | India     | 3−2  | Ierland    |      |
| 7 augustus  | 18:00 | 23:00       | Rio de Janeiro | Nederland | 5−0  | Ierland    |      |
| 9 augustus  | 12:30 | 17:30       | Rio de Janeiro | Duitsland | 3−2  | Ierland    |      |
| 11 augustus | 11:00 | 16:00       | Rio de Janeiro | Ierland   | 4−2  | Canada     |      |
| 12 augustus | 19:30 | 00:30       | Rio de Janeiro | Ierland   | 2−3  | Argentinië |      |

### Moderne vijfkamp
| Olympiër                | Discipline | Resultaat | Prestatie |
| ----------------------- | ---------- | --------- | --- |
| Arthur Lanigan-O'Keeffe | mannen     | 8e        | zwemmen: 2:03.03 (13e, 331 punten) schermen: 16 W, 19 V (25e, 198 punten) paardrijden: geen strafpunten (1e, 300 punten) gecombineerd: 11:23.96 (7e, 617 punten) totaal: 1446 punten  |
|                         |            |           | |
| Natalya Coyle           | vrouwen    | 7e        | zwemmen: 2:17.38 (18e, 288 punten) schermen: 19 W, 16 V (12e, 215 punten) paardrijden: geen strafpunten (1e, 300 punten) gecombineerd: 12:58.13 (16e, 522 punten) totaal: 1325 punten |

### Paardensport
| Olympiër                           | Discipline  | Resultaat | Prestatie |
| Dressuur                           | Dressuur    | Dressuur  | Dressuur |
| ---------------------------------- | ----------- | --------- | --- |
| Judy Reynolds                      | individueel | 18e       | Grand Prix: 21ste met 74,700% Grand Prix Special: 17de met 74,090% Grand Prix Freestyle: 18de met 75,696%                                                       |
| Eventing                           |             |           | |
| Clare Abbott                       | individueel | 36e       | dressuur: 47,00 strafpunten crosscountry: 107,90 strafpunten springconcours (1): geen strafpunten totaal:: 112,60 strafpunten                                   |
| Jonty Evans                        | individueel | 9e        | dressuur: 41,80 strafpunten crosscountry: 22,80 strafpunten springconcours (1): geen strafpunten springconcours (2): geen strafpunten totaal: 64,60 strafpunten |
| Mark Kyle                          | individueel | 33e       | dressuur: 50,40 strafpunten crosscountry: 50,80 strafpunten springconcours (1): 8 strafpunten totaal: 109,20 strafpunten                                        |
| Padraig McCarthy                   | individueel | DNF       | DNF |
| Clare Abbott Jonty Evans Mark Kyle | team        | 8e        | dressuur: 135,60 strafpunten crosscountry: 123,80 strafpunten springconcours (1): 8 strafpunten totaal: 286,40 strafpunten                                      |
| Springconcours                     |             |           | |
| Greg Broderick                     | individueel | 50e       | kwalificatie: 50ste ronde 1: 8 strafpunten ronde 2: 5 strafpunten totaal: 13 strafpunten                                                                        |

### Roeien
| Olympiër                         | Discipline             | Resultaat | Prestatie |
| -------------------------------- | ---------------------- | --------- | --- |
| Gary O'Donovan VS Paul O'Donovan | lichte dubbel-twee (m) | Zilver    | serie 1: 1ste in 6.23,72 halve finale 1: 3de in 6.35,70 finale: 2de in 6.31,23                                    |
|                                  |                        |           | |
| Sanita Pušpure                   | skiff (v)              | 13e       | serie 3: 2de in 9.11,45 kwartfinale 4: 4de in 7.28,68 halve finale C/D: 1ste in 7.53,48 finale C: 1ste in 7.27,60 |
| Sinead Jennings Claire Lambe     | lichte dubbel-twee (v) | 6e        | serie 3: 2de in 7.10,91 halve finale 2: 3de in 7.18,24 finale: 6de in 7.13,09                                     |

### Schoonspringen
| Olympiër       | Discipline   | Resultaat | Prestatie                                                                                            |
| -------------- | ------------ | --------- | --- |
| Oliver Dingley | 3m plank (m) | 8e        | voorronde: 13de met 399,80 punten halve finale: 9de met 414,25 punten finale: 8ste met 442,90 punten |

### Triatlon
| Olympiër        | Discipline | Resultaat | Prestatie                                                           |
| --------------- | ---------- | --------- | ------------------------------------------------------------------- |
| Bryan Keane     | mannen     | 40e       | zwemmen: 18:10 wielrennen: 59:30 hardlopen: 32:51 totaal: 1:52.09   |
|                 |            |           |                                                                     |
| Aileen Morrison | vrouwen    | 21e       | zwemmen: 19:19 wielrennen: 1:04:31 hardlopen: 35:48 totaal: 2:01.14 |

### Wielersport
| Olympiër         | Discipline       | Resultaat | Prestatie                         |
| Baan             | Baan             | Baan      | Baan                              |
| ---------------- | ---------------- | --------- | --------------------------------- |
| Shannon McCurley | keirin (v)       | 13e       | 1ste ronde: 5de herkansingen: 4de |
| Weg              |                  |           |                                   |
| Dan Martin       | wegwedstrijd (m) | 13e       | 6:13.03                           |
| Nicolas Roche    | wegwedstrijd (m) | 29e       | 6:19.43                           |

### Zeilen
| Olympiër                     | Discipline       | Resultaat | Prestatie                                       |
| ---------------------------- | ---------------- | --------- | ----------------------------------------------- |
| Finn Lynch                   | Laser (m)        | 32e       | 243 punten: (14-27-15-39-18-27-33-30-40-47)     |
| Matt McGovern Ryan Seaton    | 49er (m)         | 10e       | 121 punten: (14-2-4-1-14-19-12-7-13-19-20-1-18) |
|                              |                  |           |                                                 |
| Annalise Murphy              | Laser Radial (v) | Zilver    | 67 punten: (1-13-4-7-5-2-18-12-6-7-10)          |
| Andrea Brewster Saskia Tidey | 49erFX (v)       | 12e       | 119 punten: (8-3-6-18-13-14-19-6-18-8-13-12)    |

### Zwemmen
| Olympiër       | Discipline          | Resultaat | Prestatie                                                |
| -------------- | ------------------- | --------- | -------------------------------------------------------- |
| Shane Ryan     | 50m vrije slag (m)  | 43e       | serie 6: 3de in 22,88                                    |
| Shane Ryan     | 100m vrije slag (m) | 40e       | serie 3: 2de in 49,82                                    |
| Shane Ryan     | 100m rugslag (m)    | 16e       | serie 3: 4de in 53,85 (NR) halve finale 1: 8ste in 54,40 |
| Nicholas Quinn | 100m schoolslag (m) | 33e       | serie 2: 4de in 1.01,29                                  |
| Nicholas Quinn | 200m schoolslag (m) | 19e       | serie 2: 1ste in 2.11,67) (16e)                          |
|                |                     |           |                                                          |
| Fiona Doyle    | 100m schoolslag (v) | 20e       | serie 5: 8ste in 1.07,58                                 |
| Fiona Doyle    | 200m schoolslag (v) | 25e       | serie 1: 2de in 2.29,76                                  |